# 陈潜夫
陈潜夫（？—1646年），原名朱明，字元倩，浙江钱塘人。明末政治人物。後敗軍殉國而死。

## 生平
家贫落魄，喜歡講大話。交游甚廣，好臧否人物，為鄉里人所惡。當其時陈潜夫聽聞東林諸人在無錫講程朱之道，於是便乘船前往問學。崇祯九年（1636年）中舉，授开封府推官，升监察御史，巡按河南。李自成军破开封，河南州县望风而降，官员纷纷逃跑。陈潜夫感嘆說：“今日人臣报国之秋，诸君何怯也。”。河南有婦人童氏自稱王邸元妃，陳潛夫具儀從送至南京，安宗怒，下童氏錦衣衛獄，並逮潛夫。
南明弘光亡後，潛夫投依靠魯王，進大理寺少卿。顺治三年五月（1646年），江上之軍皆溃，潜夫逃到山陰化龍橋，見大勢已去，偕妻妾二孟氏同赴水死。

## 家族
弟陳祚明為兄故，終身不仕，以幕客為生。